# أتيلا بوروس
أتيلا بوروس (بالمجرية: Boros Attila)‏ هو راكب الكنو مجري، ولد في 24 يونيو 1982 في ميشكولتس في المجر.